# Kecamatan Bekasi Timur
Kecamatan Bekasi Timur är ett distrikt i Indonesien.   Det ligger i provinsen Jawa Barat, i den västra delen av landet, 18 km öster om huvudstaden Jakarta.